# Jaap Buijs (muziekmanager)
Jaap Buijs (Volendam, 27 februari 1946 – Amsterdam, 28 juni 2015) was een Nederlands muziekmanager uit Volendam. Sinds de jaren zestig vertegenwoordigde hij in Nederland bekende artiesten als de George Baker Selection, Jan Smit, Nick & Simon en de 3JS. Samen met Jan Smit richtte hij in 2012 het platenlabel Vosound Records op.

## Biografie
Buijs, die in Volendam bekendstond met de bijnaam 'Cas', werkte bij de visafslag tot hij op 20-jarige leeftijd met een maagbloeding in het ziekenhuis belandde. Nadat hij hersteld was, wilde zijn moeder niet dat hij nog langer met zware kisten sjouwde en kwam hij op haar verzoek bij zijn broer Jan te werken, die op dat moment manager van The Cats was. Toen werkte Jan nog samen met John Drogtrop, maar niet veel later gingen Jan en Jaap samen verder als Artiestenbureau Volendam en verplaatsten ze het bedrijf van Haarlem naar de ouderlijke woning in Volendam. Vanaf dat moment waren de broers onafscheidelijk wat geregeld tot verwarring leidde, mede omdat ze op dezelfde dag jarig waren en gelijkende voorletters hadden: J.C.A (Jan) en J.S.A (Jaap).
Het succes van The Cats trok ook andere bands aan en in 1969 vroeg Tim Griek aan Jan Buijs of hij interesse had in het managen van de band Soul Invention. Zelf te druk met The Cats vroeg hij Jaap om dit op te pakken. De band wijzigde later van naam in de George Baker Selection, die onder meer Una paloma blanca voortbracht waarvan meer dan één miljoen exemplaren werden verkocht. In de erop volgende jaren manageden de broers meer bekende bands, zoals Pussycat, Drukwerk, de Dizzy Man's Band en Unit Gloria. De artiesten in hun stal behaalden samen meer dan honderd gouden platen.
Verder openden ze een winkel in hifi-apparatuur en videofilms. Een inval van de FIOD begin jaren tachtig werd het bedrijf bijna fataal en de weigering de FIOD inzage in de boeken te geven, leverde Jaap Buijs aanvankelijk een gevangenisstraf van een half jaar op, die in hoger beroep werd omgezet naar voorwaardelijk. In 1985 verloor Jaap zijn broer Jan als gevolg van een ernstige ziekte.
Hij wijzigde hierna de naam van het bedrijf in Volendam Music en bleef succesvol in het management van Nederlandse artiesten. Oudgedienden dienden zich aan, zoals Hans Bouwens (George Baker), Piet Veerman (voorheen bij The Cats) en Anny Schilder (voorheen bij BZN), maar ook nieuwe talenten zoals Jan Smit (eerst nog Jantje Smit), Nick & Simon en de 3JS.
In 2012 startte Buijs samen met Jan Smit het platenlabel Vosound Records. Naast Smit zelf, zijn aan het label zijn zus Monique Smit, Tim Douwsma en Gerard Joling muzikaal verbonden.
Buijs' dochter Alice en zoon Aloys namen het bedrijf in 2008 over, terwijl hun vader nog wel actief bleef in het bedrijf. In 2009 werd hij tot tweemaal toe onderscheiden: met De Veer, tijdens het Eurosonic Noorderslag in Groningen, en met een Gouden Harp.
In 2013 werd bij hem maagkanker geconstateerd. Buijs, telg uit een gezin van tien kinderen, verloor bij leven al vier broers aan kanker en een broer aan een hartaanval. Tijdens een succesvolle operatie werd zijn maag verwijderd. Ook hierna was hij nog actief in het bedrijf. In 2012 antwoordde hij over stoppen met werken: "Ik ga nooit met pensioen. Ik moet er niet aan denken. Ik vind de zondag al verschrikkelijk. Ben blij als het weer maandag is." Begin juni 2015 werd vastgesteld dat er uitzaaiingen waren naar de slokdarm. Om 01.30 uur in de nacht van zaterdag 27 op zondag 28 juni 2015 overleed hij op 69-jarige leeftijd in het Onze Lieve Vrouwe Gasthuis te Amsterdam. In Hotel Spaander en de Sint-Vincentiuskerk werd door veel artiesten en vrienden afscheid genomen van Buijs. Daarna werd hij in besloten kring naar zijn laatste rustplaats in Volendam gebracht.